# Château de Bagnols
Le château de Bagnols est un ancien château fort, du XIIIe siècle, profondément remanié au XVe siècle et au XVIIIe siècle, qui se dresse sur la commune de Bagnols dans le département du Rhône en région Auvergne-Rhône-Alpes.
Érigé au cœur du pays des pierres dorées, il est entouré de vignes, et abrite aujourd'hui un hôtel de luxe.
Au titre des monuments historiques le château, à l'exception des parties classées fait l’objet d'une inscription par arrêté du 7 juin 1926, le pigeonnier, les douves et terrasses avec leurs deux loggias font l’objet d'une inscription par arrêté du 3 septembre 1974, les façades et toitures du château, des communs, des tours d'enceinte et des pavillons ainsi que les pièces suivantes du château avec leur décor : salle des gardes, salle à manger et salon de musique au rez-de-chaussée ; salon de billard et chambre Louis XV au premier étage ; deux pièces situées respectivement dans la tour Ouest et la tour Sud-Est, le mur d'enceinte, mur de soutènement des terrasses et ceux des douves, les ponts sur les douves font l'objet d'un classement par arrêté du 21 décembre 1984.

## Situation
Le château de Bagnols est situé dans le département français du Rhône sur la commune de Bagnols, au sud du bourg, à flanc de colline.

## Histoire
C'est au XIIIe siècle, de 1217 à 1221 que Guichard d'Oingt, co-seigneur de Châtillon, fait ériger un premier château fort. Cité en 1217, il obtient de l'archevêque de Lyon, un prêt de 11 000 sous-forts[C'est-à-dire ?] pour fortifier Bagnols.
Son fils et successeur, Étienne d'Oingt, épouse Arthaude de Roussillon vers 1247 et leur fille Éléonore d'Oingt, dame de Bagnols, épouse Guillaume d'Albon en 1288 faisant passer le château aux Albon.
Étienne d'Albon, fils et successeur des précédents, épouse Jacqueline de Saint-Germain, leur fils Jean épouse Marguerite d'Oingt et son frère Thibaud qui lui succède épouse N. de Thélis. Leur fils Thibaud épouse Catherine de Varei et son petit-fils Antoine est désigné comme son héritier au détriment de son oncle Guichard. En 1453, sa fille Jeanne d'Albon épouse Rauffet de Balsac et le château passe à la branche aînée des Balzac. Le château sera à cette époque profondément remanié.
Auparavant, en 1362 Thibaud d'Albon, chevalier, avait fait aveu pour le château à l'archevêque et au Chapitre de Lyon.
Leur fils Roffec III leur succède en 1473 puis son frère Geoffroy de Balsac qui reçoit au château le 30 octobre 1490 le roi Charles VIII. C'est sans doute ce seigneur qui a fait embellir le château. Le 4 janvier 1492 Geoffroy épouse Claude Le Viste, fille de Jean IV Le Viste, seigneur d'Arcy, président de la Cour des Aides, qui a sans doute fait tisser les tapisseries de La Dame à la licorne pour sa fille Claude.
Le riche marchand Jean Camus ( -1568) acquiert le domaine en 1566 ; cette famille, qui possède Bagnols durant trois générations car à Jean Camus vont succéder son fils Claude en 1568 et son petit-fils Charles en 1585, y ajoute des défenses.
Gaspard Dugué ( -1657), trésorier de France, qui a épousé Marie Charrier de la Roche, s'installe à Bagnols en 1619 ; il en fait une demeure confortable, décorée avec faste. En 1673, François Dugué ( -1686), leur fils, intendant de Lyon, qui a épousé Marie-Angélique Turpin de Vauredon, accueille au château Madame de Sévigné.
En 1711 Joseph Barthélemy Hessler, originaire de Francfort, succède aux Dugué. Il fait refaire les toitures et décorer la salle des gardes.
Jean-Baptiste Croppet de Varissan acquiert la propriété en 1751. Sa fille Claudine Barthélemy Croppet de Varissan, héritière du domaine, épouse en 1782 Jean Giraud de Saint-Trys. Leur fils Georges Marie Giraud de Saint-Trys leur succède en 1786.
Claude-Marie Chavanis (1762-1820), docteur en droit, avocat, ancien administrateur du département de Rhône-et-Loire, achète le château en 1796. Il ajoute une touche de décoration Premier Empire, et se fait appeler « Chavanis de Bagnols ». Les Chavanis sont originaires de Cublize, leurs armes sont « d'azur à une bande d'argent, accompagnée de deux étoiles de même ». Claude-Marie Chavanis de Bagnols a deux enfants : sa fille Joséphine Chavanis de Bagnols épouse Pierre-Honoré Falsan, fils du soyeux Claude François Falsan, ils sont les parents du géologue Albert Falsan ; son fils Jean François Auguste Chavanis de Bagnols lui succède en 1820, et aménage Bagnols en domaine viticole, notamment par la construction d'un cuvage et d'un belvédère pour surveiller les vignes. 

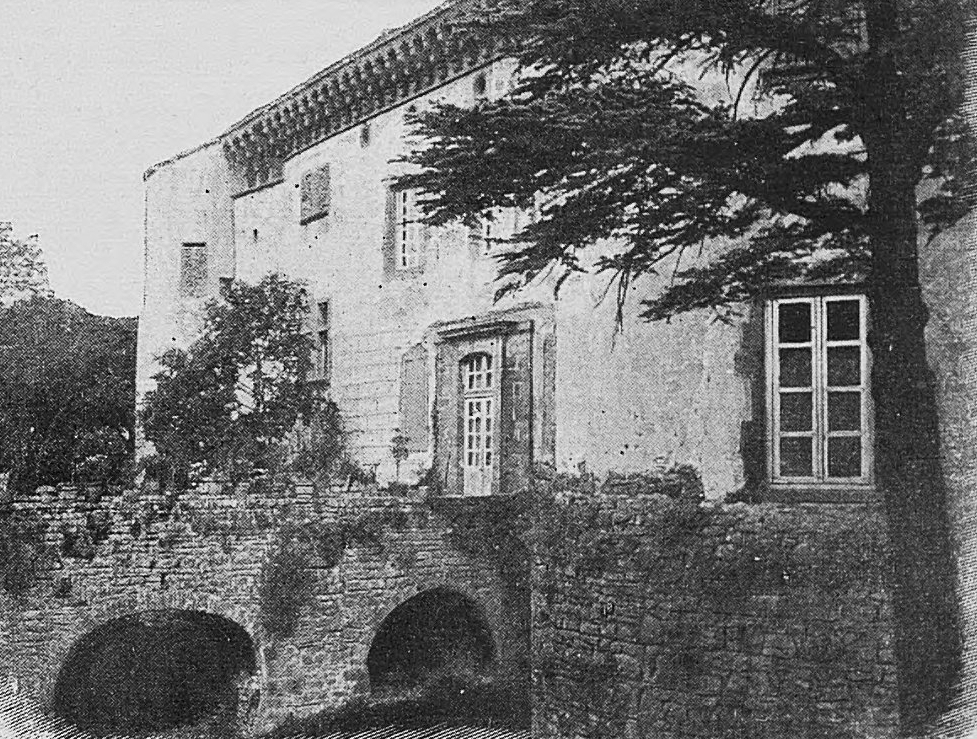
Le château au début du XXe siècle.

Julie Chavanis, leur descendante, épouse Antoine Morand de Jouffrey, qui devient ainsi le nouveau propriétaire du château. Avocat au parlement de Paris, procureur général au bureau des finances de Lyon, chevalier héréditaire de l'Empire et conseiller à la cour, il est le fils de l'architecte urbaniste Lyonnais Jean-Antoine Morand de Jouffrey, créateur du quartier des Brotteaux et du pont Morand à Lyon.
En 1881, le nouveau propriétaire est Jules Lucien Chevalard. Antoinette Souchon du Chevalard épouse en 1899 Joseph Boutechoux de Chavannes (1872-1937), qui fait restaurer la cheminée. En 1928, Marie Antoinette hérite du précédent. Il s'ensuit une période de déclin, au cours de laquelle le domaine est morcelé, mal entretenu et transformé en exploitation agricole.

## Un hôtel de luxe

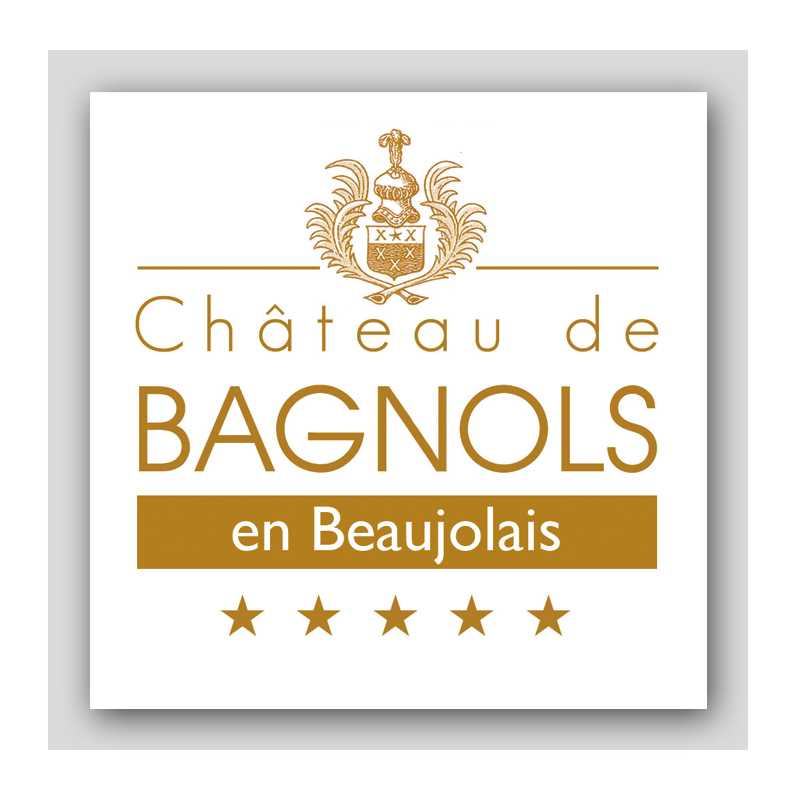
Logo de l'hôtel.

En 1980, M. Roche achète le domaine et le revend en 1987 au philanthrope anglais Paul Hamlyn (1926-2001) ; la seconde épouse de celui-ci, Helen Guest, le transforme en hôtel de luxe puis le 1er janvier 2007 Lady Hamlyn vend le château au groupe hôtelier Von Essen.
En 2012, le château de Bagnols a été racheté par l'homme d'affaires lyonnais Jean-Claude Lavorel, pour son groupe hôtelier Lavorel Hôtels.
Depuis le 31 mai 2013, le château de Bagnols fait partie de la collection du groupe Small Luxury Hotels. Le 1er juillet 2013, l'établissement obtint le label officiel cinq étoiles de l'Atout France. Le restaurant de l'hôtel, le 1217, fu géré par le chef de cuisine Jean-Alexandre Ouaratta, étoilé au guide Michelin le 1er février 2016. Aujourd'hui il s'agit du chef Stéphane Buron et de son fils Anthonin Buron qui sont aux commandes de la cuisine.[réf. nécessaire]
En 2014, la cour intérieure a reçu un plafond de verre dans l’esprit de la Grande Pyramide du Louvre.[réf. nécessaire]
En janvier 2016, le château de Bagnols fait partie du groupe Relais & Châteaux.
Le château est doté notamment d'un spa ouvert aux clients hôtels et clients extérieurs sur rendez vous. Il est également possible de venir déjeuner, diner ou boire un verre au Chateau de Bagnols.

## Armoiries
- Albon : d'or au dauphin vif d'azur, crêté & barbelé de gueules.

Maison d'Albon.

- Balsac  : d'azur, à trois flanchis d'argent, au chef d'or, chargé de trois flanchis du champ.
- Balsac d'Entraygues : la branche cadette (fondateur : Robert de Balsac d'Entragues) brise les armes d'origines d'une croisette d'argent : "D'azur à trois flanchis d'argent, brisées en cœur d'une croisette du même ; au chef d'or chargé de trois flanchis du champ".
- Dugué : d’azur, au chevron accompagné de trois étoiles, celle de la pointe couronnée, le tout d’or.
- Croppet : d'or à trois quintefeuilles d'azur.
- Giraud : de gueules au mors d'argent, à la bordure denchée d'or.
- Chavanis : d'azur à une bande d'argent, accompagnée de deux étoiles de même[3].

Château de Bagnols : cour ombragée, façade Est du château.

## Description
L'enceinte pentagonale est composé de quatre corps de logis, qui s'éclairent côté cour par des fenêtres à meneaux, disposés autour d'une petite cour intérieure pavée. Elle est flanquée aux angles de cinq tours rondes. Dérasée aujourd'hui, il subsiste cependant les corbeaux à triples ressauts d'un couronnement de mâchicoulis.
À l'intérieur, on découvre des peintures murales. Dans la salle des gardes, un écu au-dessus de la cheminée monumentale commémore la visite du roi Charles VIII. La plupart des motifs décoratifs proviennent de la Grande Fabrique de Lyon.
Les communs, les ponts enjambant les douves aujourd'hui asséchées, les petits pavillons situés à l'angle des jardins et les murs qui les relient ont été érigés au XVIe siècle.

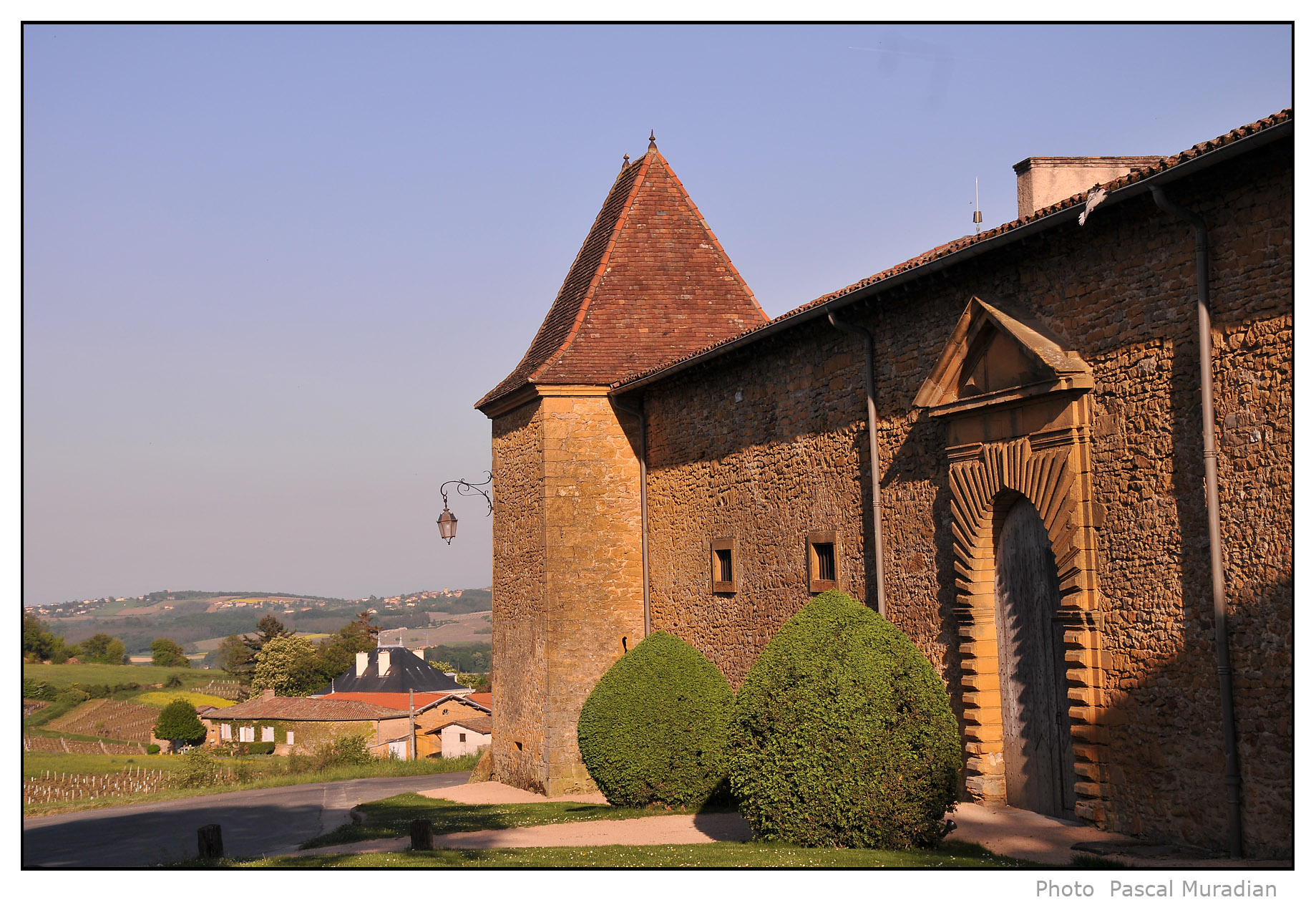
Communs, côté nord.
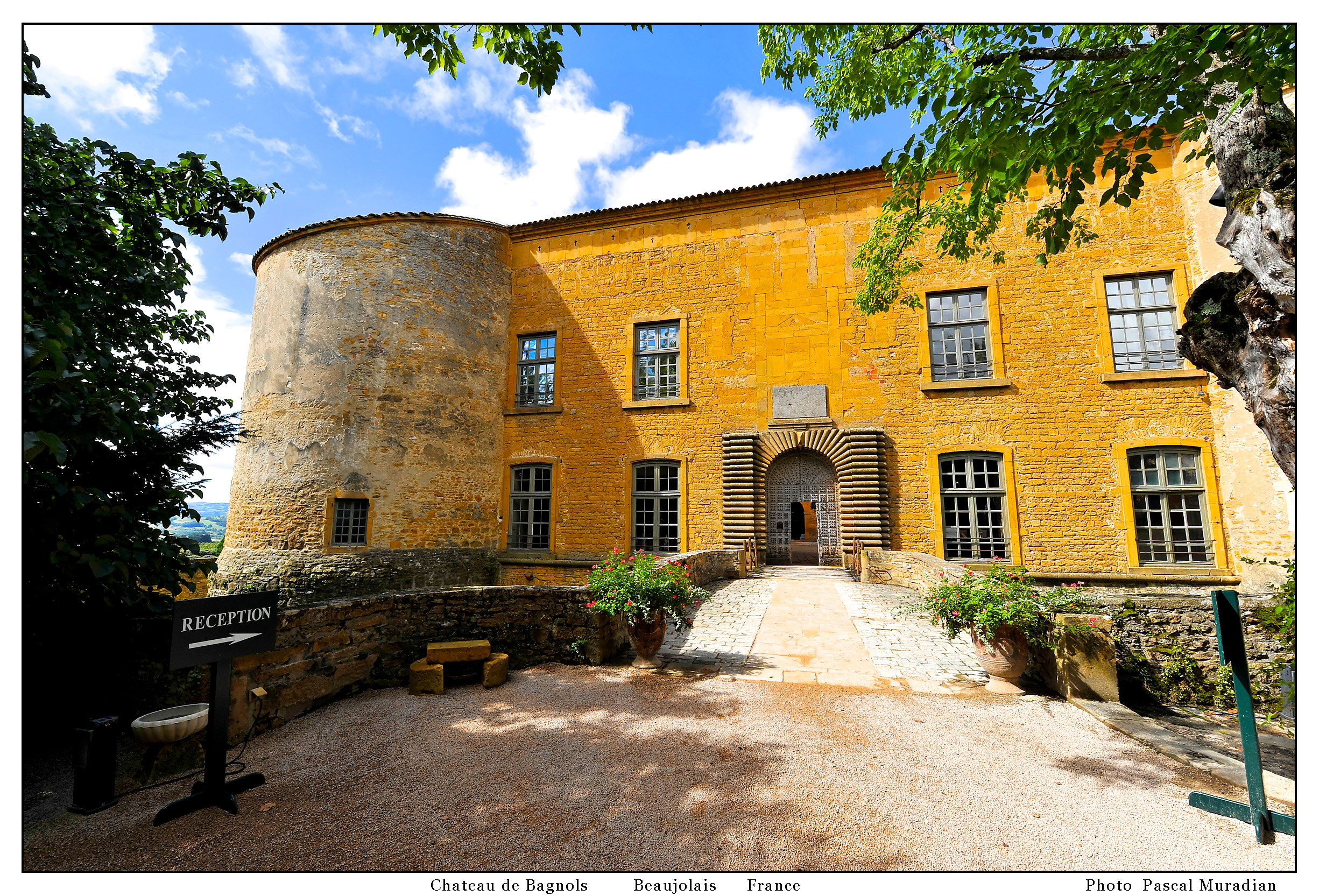
Entrée, côté cour.
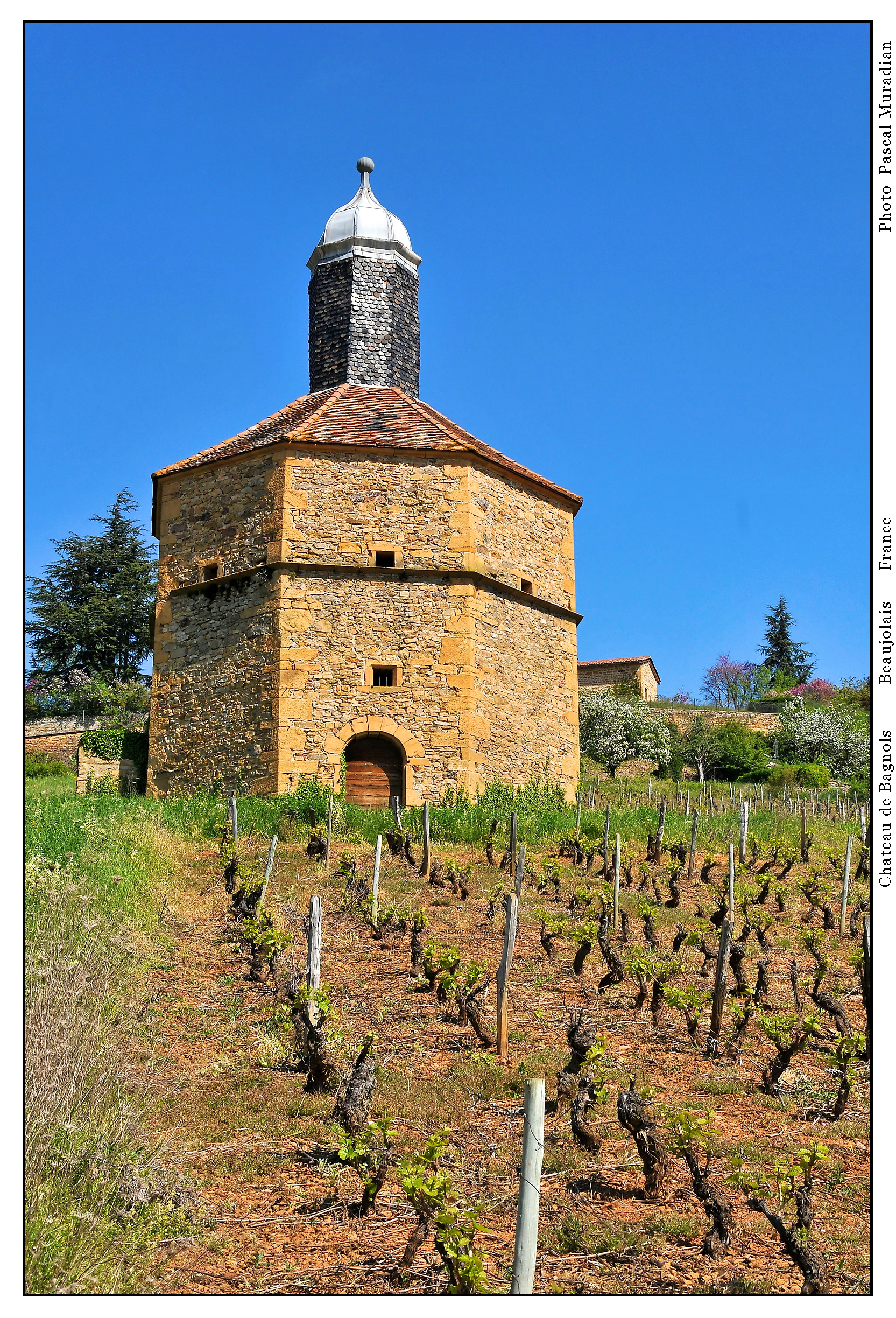
Pigeonnier.

## Parc et jardins
Le jardin proprement dit, la terrasse qui le surplombe et la glacière datent du XIIIe siècle.